# 丽贝卡·隆-贝利
丽贝卡·隆-贝利（英語： MP，1979年9月22日—）是英国工党政治家，她于2015年大选当选为索尔福德和埃克尔斯选区的国会议员，曾任影子商务、能源和产业战略大臣。
2020年，她參加了黨魁選舉，最終得票排第二而落敗。隨後獲新黨魁施紀賢安排任影子教育大臣，但兩個月後便因分享涉嫌反猶文章而遭辭退。